# Долгоруков Микола Андрійович
Долгоруков Микола Андрійович (1792–23(11).04.1847) — військовик, дипломат, державний діяч, князь. З Рюриковичів.

## Біографія
Належав до княжого роду Долгорукових. Старший син статського радника князя Андрія Миколайовича Долгорукова (1772—1834) та Єлизавети Миколаївни Салтикової (1777—1855).
1806 року зараховано на службу до на посаду актуаріуса 14-го класу. Того ж року переведено до архіву Колегії закордонних справ. 1810 став камер-юнкером та переведено до апарату колегії. Призначено перекладачем в Колегії. На Війні 1812 вступив до ополчення, перебував у російській армії під час пізніших антинаполеонівських кампаній, з 1813 — підпоручник Ізюмського гусарського полку, відзначився у Дрезденській битві та битві під Кульмом. Того ж року переведено поручником до лейб-гвардії Гусарського полку, став ад'ютантом П.Вітгенштейна. За битву під лейпцигом нагороджено золотою шаблею.
Від 1816 — флігель-ад'ютант імператора Олександра I. Учасник російсько-перської війни 1826–28 і російсько-турецької війни 1828—1829. Імператором Миколою I 1828 номінований генерал-майором почту його величності. 1829 за спеціальним відрядженням заступив убитого О.Грибоєдова на посаді російського посланника в Тегерані (Персія, нині Іран), нагороджено орденом св. Анни 1-го ступеню, перським орденом Лева і Сонця 1-го ступеню, після чого 25 червня 1830 року удостоєний звання генерал-ад'ютанта Миколи I.
З 1831 року  — мінський тимчасовий військовий губернатор, віленський та гродненський військовий губернатор. З 1 грудня 1830 по 10 червня 1831, у зв'язку з польським повстанням,
Віленська, Гродненська та Мінська губернії перебували на військовому стані і були під начальством головнокомандувача діючої армії графа І.І. Дібіча-Забалканського, а потім, у зв'язку з перенесенням бойових дій на територію Царства Польського, – під керуванням головнокомандувача Резервної армії графа П.Толстого.
З 1832 року — віленський військовий губернатор (із керуванням і цивільними справами губернії), 1833 року — гродненський та білостоцький генерал-губернатор. Отримує звання генерал-лейтенанта. Від 1834 — гродненський, білостоцький та мінський генерал-губернатор, водночас віленський військовий губернатор. За його урядування система місцевого управління була приведена у відповідність до загальноімперських зразків, а також був намічено подальший курс з його інтеграції до складу Російської імперії. При цьому виступав проти репресивних заходів стосовно поляків. 1835 року отримав підтримку імператора з російської колонізації сільської місцевості Литви. Жодним чином не долучився до ліквідації 1839 року унійної церкви у підвладних землях. Разом з тим налагодив відносини з польською аристократією, але разом з тим фактично постійно відхиляв прохання про пільги для дрібної польської шляхти. Загалом м'яке ставлення до поляків сучасники пов’язували з тим, що «напозичав» грошей (фактично брав хабарі) у польських магнатів. До того ж збирався оженитися на представниці польської шляхти, що спричинило невдаволення імператора.
1840 року обійняв посаду харківського, полтавського і чернігівського генерал-губернатора, дістав підвищення в ранзі до генерала від кавалерії. Ініціював створення Харківського доброчинного товариства. Долгоруков першим почав розробляти нові напрями промислової колонізації, для чого на його запрошення із Санкт-Петербурга прибули штаб-офіцери Корпусу гірничих інженерів для дослідження покладів кам’яного вугілля та лікувальних властивостей грязей, відкритих на слов’янських землях. За його рекомендацією 1841 року було створено комітет для поліпшення становища колоністів-фабрикантів на чолі з губернським предводителем дворянства І. В. Капністом. Виготовлене колоністами-фабрикантами сукно йшло на обмундирування рекрутів Полтавської губернії. 
1842 року пропонував повернутися до регулювання цінової політики на спиртні напої акцизним збором, а також висловився за заборону ввезення напоїв із власно російських губерній. Не був прихильником різкого скасування станових привілеїв та наміру уряду перенести Іллінську ярмарку з Ромен до Полтави, вважаючи, що комерційні центри, котрі виникли у зв’язку з місцевими потребами, не можуть управлятися зі столиці, тим більше, що роменські та харківські купці не підтримали цього переміщення. Водночас генерал-губернатор наполягав на заміщенні виборних посад у поліції державними чиновниками, що сприяло б поглибленому економічному освоєнню краю.
1844 року до нього звертався Тарас Шевченко з проханням допомогти у поширенні «Живописної України», і Долгоруков надіслав відповідні розпорядження цивільним губернаторам Харківської, Полтавської і Чернігівської губерній. Від 1846 додатково виконував обов'язки куратора Харківського учбового округу. 
Кавалер орденів св. князя Олександра Невського, Білого Орла, св. Анни 1-го та 2-го ст., св. Володимира 3-го і 4-го класів, св. Георгія 4-го класу, низки іноземних орденів. Нагороджений золотою шаблею за хоробрість (1814).
Привласнив 40 тис. карб. казенних грошей, зокрема тих, що належали Харківському університету. Перед смертю зізнався царю про розтрату. Наклав на себе руки 1847 року у м. Харкові. Поховано у харківському Успенському соборі.

## Родина
З 8 січня 1815 року — княжна Марія Салтикова (1795-1823), донька князя Дмитра Миколайовича Салтикова (1767-1826) 
Діти:
- Дмитро (1815-1846), колезький радник
- Микола (1817-1837)
- Олександр (1819-1842)
- Анна (182 - 1845), одружена з обер-гофмейстером князем і художником князем Григорієм Гагариним.

З 1841 — Люція Зебелло (1815—1900), донька Йосипа Вавржецького 
Діти:
- Олена (1842 - 1851)